# Tettigometra depressa
Tettigometra depressa är en insektsart som beskrevs av Franz Xaver Fieber 1865. Tettigometra depressa ingår i släktet Tettigometra och familjen Tettigometridae.
Artens utbredningsområde är Frankrike. Inga underarter finns listade i Catalogue of Life.